# 幻雨追緝
《幻雨追緝》（英語：I Come with the Rain）是一部2009年上映的新黑色驚悚電影，由越裔法籍導演陳英雄編劇與執導，喬許·哈奈特、李炳憲與木村拓哉等人主演。
在製作三部以越南為背景的電影後，陳英雄萌生了拍攝一部巴洛克式動作電影的想法，並在編劇過程中將劇本設定為一個圍繞一位私家偵探、一位連環殺手與一位基督式人物展開的故事。
本片主要於洛杉磯、民答那峨與香港等地取景；電影配樂則由曾獲得奧斯卡獎的阿根廷作曲家古斯塔沃·桑塔歐拉拉以及英國的另類搖滾樂團電台司令共同創作。除此之外，劇組亦大量使用許多後搖滾音樂，其中包括美國樂團「天空爆炸」、加拿大樂團「Godspeed You! Black Emperor」與「Silver Mt. Zion」的歌曲。
本片於2009年5月27日在位於日本東京六本木新城的TOHO影城進行首映。

## 劇情
兩年前在執勤過程中擊斃了連環殺手哈斯福德（Hasford）的洛杉磯警探克萊恩（Kline）因無法承受心理壓力而離職，轉行擔任私家偵探，但卻始終無法擺脫過去的陰影。一位大型製藥公司的富商雇用克萊恩找尋其前往菲律賓一間孤兒院擔任義工但卻就此神秘失蹤的獨子石濤的下落。
克萊恩循著石濤留下的蹤跡來到民答那峨的叢林深處，隨後又依循線索追往香港，並在該地獲得當地警察兼克萊恩好友「孟子」的幫助。在搜索的過程中，克萊恩遭遇了組織犯罪集團的頭目「蘇東坡」；蘇東坡的女朋友莉莉（Lili）則患有嚴重的毒品成癮問題。
身處香港警方與同樣在追尋石濤下落的蘇東坡幫派分子的衝突中心，克萊恩在其好友孟子遭刺殺住院後落入了孤立無援的處境。
為了更深入理解石濤的內心世界，克萊恩離開了他所居住的五星級飯店，搬往一處簡陋的凶宅，不過他卻因此逐漸深陷與哈斯福德周旋的恐怖記憶中。哈斯福德喜歡將受害人活生生肢解，最後再將所有殘肢拼裝回去做成一具裝置藝術品，做案風格極為血腥殘忍。
在沉浸在過往記憶數週後，克萊恩的內心已遭善惡黑白徹底撕裂，因此決定動身離開香港。就在離開之際，克萊恩發現了石濤的蹤影；這時的石濤已成為一位擁有治癒能力的神祕人物。

## 演員表

### 主要演員
- 喬許·哈奈特 飾 克萊恩
- 木村拓哉 飾 石濤
- 李炳憲 飾 蘇東坡
- 艾理斯・寇提斯（英语：Elias Koteas） 飾 哈斯福德
- 余文樂 飾 孟子
- 陳女燕溪 飾 莉莉

## 上映影展
| 第6屆新鮮人影展 上映組別：當代世界電影組 上映地點：捷克卡羅維瓦利 上映日期：2009年8月13日、2009年8月15日 第14屆釜山國際影展 上映組別：特別獻映組 上映地點：韓國釜山市 上映日期：2009年10月9日至、2009年10月13日、2009年10月15日 | 第15屆隆德國際傑出影展 上映組別：國際競賽組（獲提名塞壬最佳電影獎） 上映地點：瑞典隆德 上映日期：2009年9月19日 第3屆帝國公開影展 上映組別：精選電影組 上映地點：俄羅斯莫斯科 上映日期：2010年9月2日 |

## 外部連結
- 官方网站
- 互联网电影数据库（IMDb）上《幻雨追緝》的资料（英文）
- 爛番茄上《I Come with the Rain》的資料（英文）
- I Come with the Rain （页面存档备份，存于） at Box Office Mojo
- International Sales (TF1 International)